# Rhyncholacis flagellifolia
Rhyncholacis flagellifolia là một loài thực vật có hoa trong họ Podostemaceae. Loài này được P.Royen miêu tả khoa học đầu tiên năm 1951.